# يويا فوكوي
يويا فوكوي (باليابانية: 福井優也؛ بالكانا: ふくい ゆうや) هو لاعب كرة قاعدة ياباني، ولد في 8 فبراير 1988 في نيشياواكورا ‏ في اليابان.

## وصلات خارجية
- يويا فوكوي على موقع الدوري الياباني لكرة القاعدة (الإنجليزية)
- يويا فوكوي على موقعبيزبول رفرنس.كوم (الدوري الثانوي) (الإنجليزية)